# Motor de apogeo

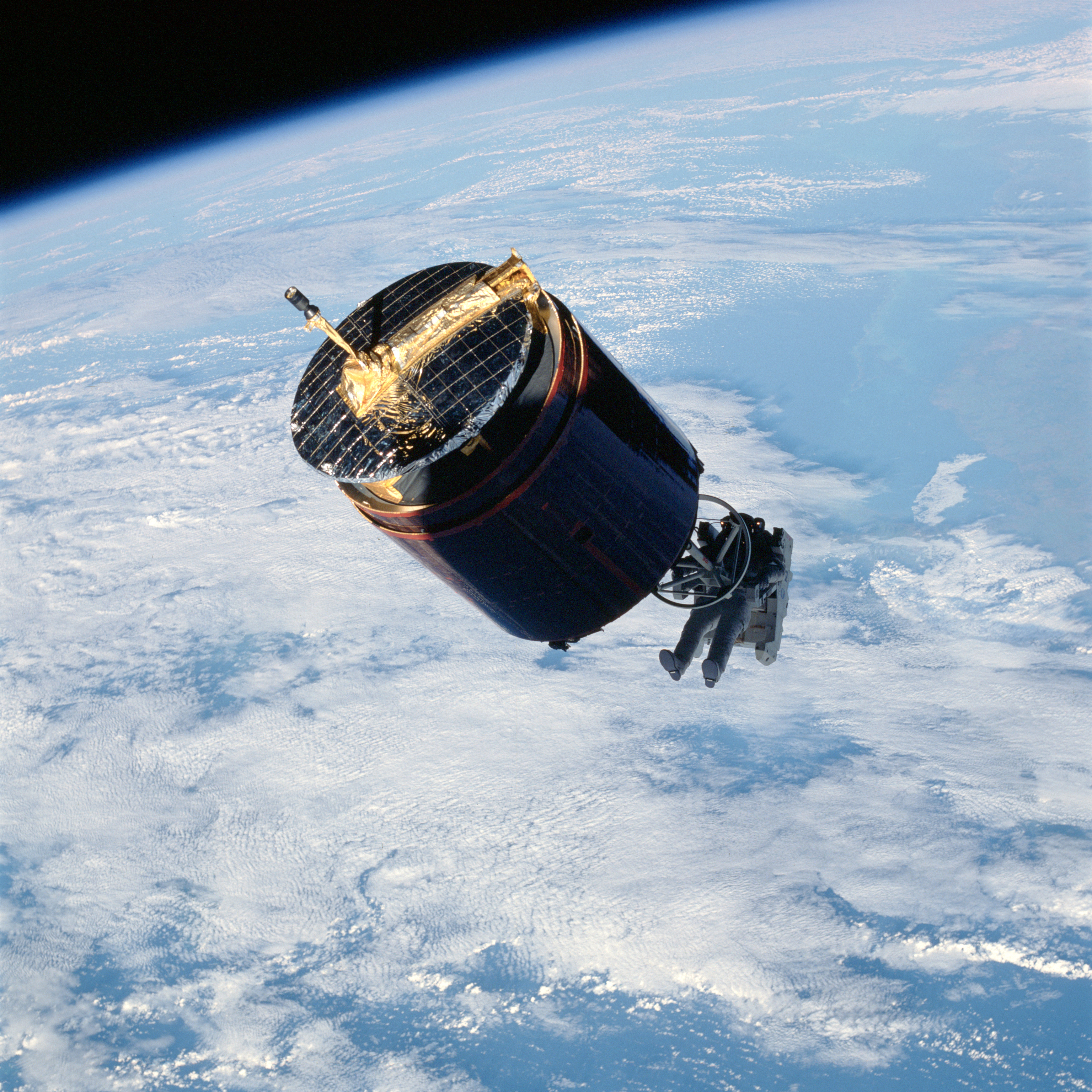
Dale A. Gardner (astronauta) haciendo uso del motor de apogeo del Satélite Westar VI para realizar una maniobra

Un motor de apogeo, representado con las siglas AKM por su nombre en inglés (Apogee Kick Motor), es un motor para cohetes normalmente empleado en satélites artificiales para órbitas geoestacionarias. Al ser la mayoría de los satélites lanzados desde plataformas de lanzamiento lejos del ecuador, el papel de este motor en el cohete es conseguir transformar una órbita elíptica en una órbita circular alrededor del ecuador. Cuando dicho satélite ha llegado a la posición de apogeo (lugar en una órbita elíptica de mayor alejamiento con la Tierra), necesita un delta-v (variación de la velocidad) que le permita recorrer una órbita de geometría circular con una inclinación de aproximadamente 0º respecto al astro. Es entonces cuando el motor de apogeo se inicia y con ello el proceso llamado en inglés "apogee kick" (patada del apogeo).
Estos motores de apogeo emplean bien un motor bipropelente, de combustible sólido y oxidante líquido, o bien un motor monopropelente de combustible y oxidante sólidos. Otra posibilidad, aunque menos común, es el uso de sistemas de propulsión híbrido inverso usando combustible líquido y un oxidante sólido.
La cantidad de combustible a bordo de un satélite afecta directamente a su tiempo de vida. Es de vital importancia conseguir realizar la maniobra anteriormente explicada lo más eficientemente posible. La masa de la mayoría de los satélites geoestacionarios se reduce a la mitad después de haber realizado la maniobra de redirección de la órbita.